# 手榴弾
手榴弾（てりゅうだん、しゅりゅうだん、ドイツ語: Handgranate、英語: hand grenade、フランス語: grenade à main）は武器の一つで、手投げ式の小型爆弾。手投げ弾、擲弾、投擲弾とも呼ばれる。特に人員など非装甲目標に有効で、発射装置を必要としないため、歩兵の基本的装備となっている。

## 概要

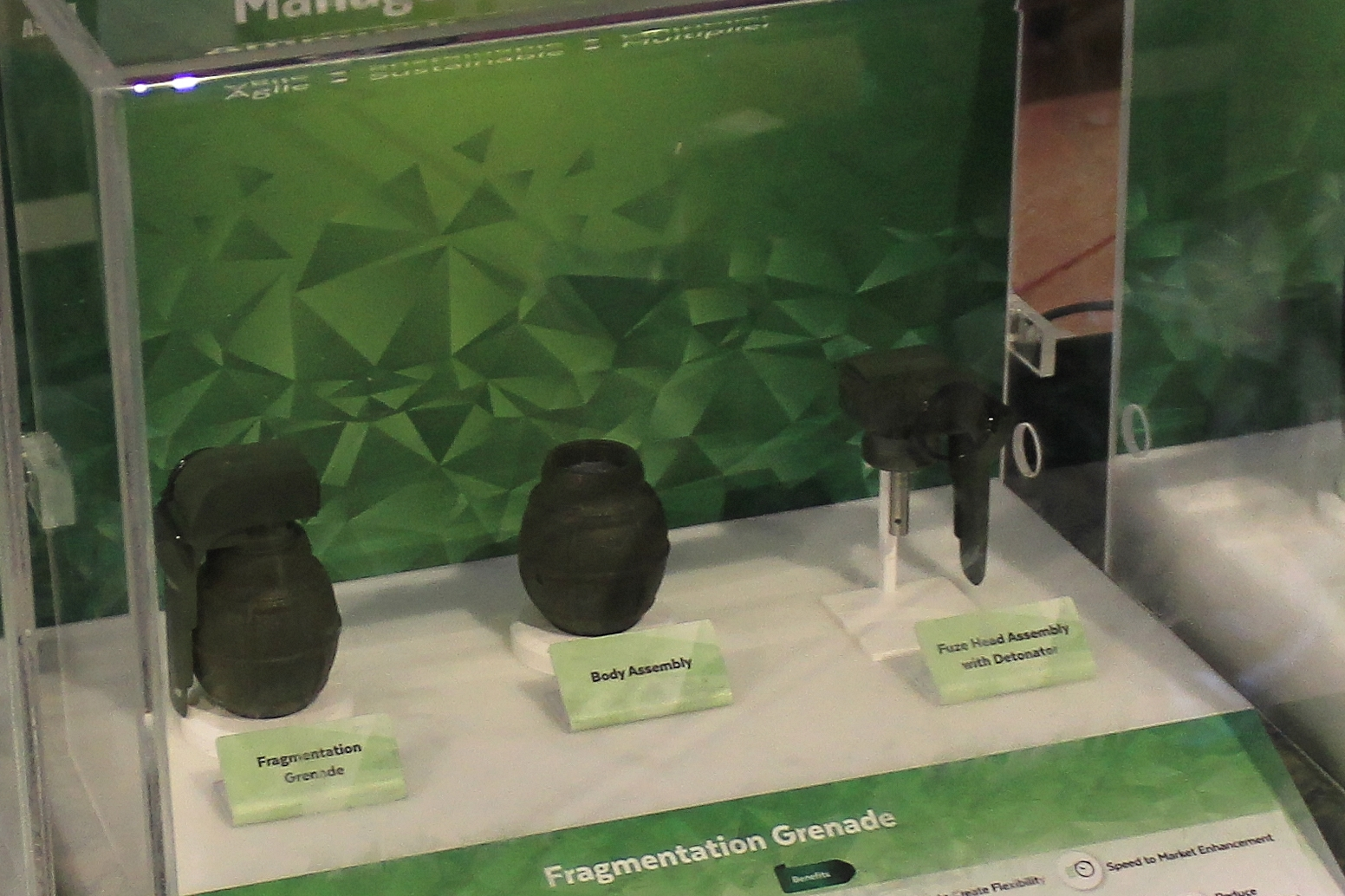
展示されたシンガポール軍の手榴弾。向かって右から信管ユニット単体、弾殻単体、信管と弾殻を組み合わせた完全体

手榴弾は、陸軍における最も基本的な武器のひとつである。ほとんどの兵士達は基礎訓練過程で小銃射撃と共に手榴弾の投げ方を習う。現代戦においても、歩兵として戦う兵士にとって手榴弾は不可欠の装備であり続けている。
ヒトは進化の過程で、石程度の物を正確に遠くまで投擲することにかけてはどんな動物よりも高度にこなせる能力を獲得した。この能力は戦争にも発揮され、熟練した投擲手の投石は、弓矢や初期の銃に匹敵する威力を発揮した。近代-現代にかけての投擲手は小型の爆弾を投げるようになった。このような過程から洗練され、生じた兵器が手榴弾である。
手榴弾は球状や筒状の形をしており、内部に炸薬および信管、撃発装置を内蔵する。手榴弾にはいくつかの種類があり、炸裂時に周囲に生成破片を飛散させるものは破片手榴弾（フラグメンテーショングレネード、フラググレネード）あるいは防御手榴弾と呼ばれる。爆風効果などにより狭い範囲へのみ殺傷効果をもたらすものを攻撃手榴弾（コンカッション）として区別する。外側にアタッチメント式の弾殻を追加することで、攻撃手榴弾と防御手榴弾とを組み替えられる製品も存在する。手榴弾と一般に呼称されるが、破片を撒き散らす「榴弾」に限定されるものではなく、様々な種類があり、煙幕を展開するもの、光や音で撹乱を引き起こすもの、火炎を広げるものなど、多彩な用途に存在する（後述）。
弾体部分は信管と爆薬を内部に収容しており、信管の撃発装置に安全ピンなどの安全装置が取り付けられている。通常は暴発事故や使用時の不発を予防するために、信管は工場出荷には別途梱包され、使用前に初めて弾体に組み付けられるのが一般的である。
点火方法には様々な種類があり、単純な構造の機械的点火方法としては撃針発火式がある。これは弾体に取り付けられた信管の頭部先端に撃針が内蔵されており、そこに被帽が安全ピンまたはねじ込みで固定され、運搬時の誤作動による事故を防いでいる。九九式手榴弾に代表される日本式の撃針発火式手榴弾を使用するには、安全ピンを抜き取り、被帽が付いたままで信管の頭部先端を硬いものに打ち付けると、撃針が雷管を突いて延期薬に点火し、数秒後に爆発する。この方式では撃針を打撃した後は爆発をキャンセルする方法が無い。
安全性を高めるために、現在ではミルズ手榴弾のようにレバーを用いる方式が一般的である。これにはレバーが弾体に沿った状態で安全ピンで固定されていて、バネの圧力がかかった状態の撃針を押さえている。この状態ではレバーが撃針を固定しているので動作しない。レバーを握ると初めて安全ピンが抜去可能になり、ピンを抜いて投擲すると解放されたレバーがバネ圧で跳ね上がり、固定がはずれた撃針が時限信管を打撃して数秒後に爆発する。レバーを握ったままであれば撃針は固定されたままなので爆発せず、再度安全ピンを挿入して作動をキャンセルすることもできる。直線運動を行う撃針ではなく、回転運動を行う撃鉄を用いる製品もある。この方式の安全強化策として、安全ピンがレバーと撃鉄または撃針の両方を固定するものもある。
時限信管の作動時間は3-5秒程度が一般的である。第二次世界大戦以前には、より作動時間が長いものもあったが投げ返される恐れが高かった。反対に罠として用いるために、遅延時間が通常よりも短い、あるいは瞬発する信管も存在する。大抵は防水・密閉構造となっており、雨で濡れても使用でき、水中でも爆発する。手榴弾に使用される信管はほとんどが火道式時限信管であり、作動すると確実に爆発することを要求される。
第一次世界大戦のころまでは着発信管を備えたタイプも使用されており、これは安全装置を解除しただけでは起爆せず、投擲後に着地した瞬間など、衝撃が加わると即座に起爆する構造だったが、輸送時の振動などで誤作動したり、着地しても爆発しない場合があったので、第二次大戦以降になっても着発信管を使用していたのはイタリアのOTO M35型手榴弾、イギリスのNo.69手榴弾やガモン手榴弾、ソ連のRGO手榴弾（戦後、着発と遅延の併用）など一部の製品であった。
第二次大戦の頃までは、投擲距離が長くなるよう棒状の長い柄の先に円筒状の爆発物が付いた柄付手榴弾と呼ばれる手榴弾も多く使用されていた。M24型柄付手榴弾をはじめ、二度の大戦を通じてドイツ軍の使用する手榴弾の代名詞であり「ポテトマッシャー（ジャガイモ潰し器）」と連合軍兵士から通称された。日本軍でもドイツ式の九八式柄付手榴弾などが開発された。柄付手榴弾は握りやすく投擲距離が大きくなる一方で重くかさばるためその多くは廃れたが、中国人民解放軍のように、戦後も柄付手榴弾を開発し現在も保有している例がある。
擲弾発射器（グレネードランチャー）は手榴弾をより遠くに飛ばすための装置である。ただし、現用の擲弾発射器は手榴弾とは異なる専用弾を使用するものが多い。

## 名前について

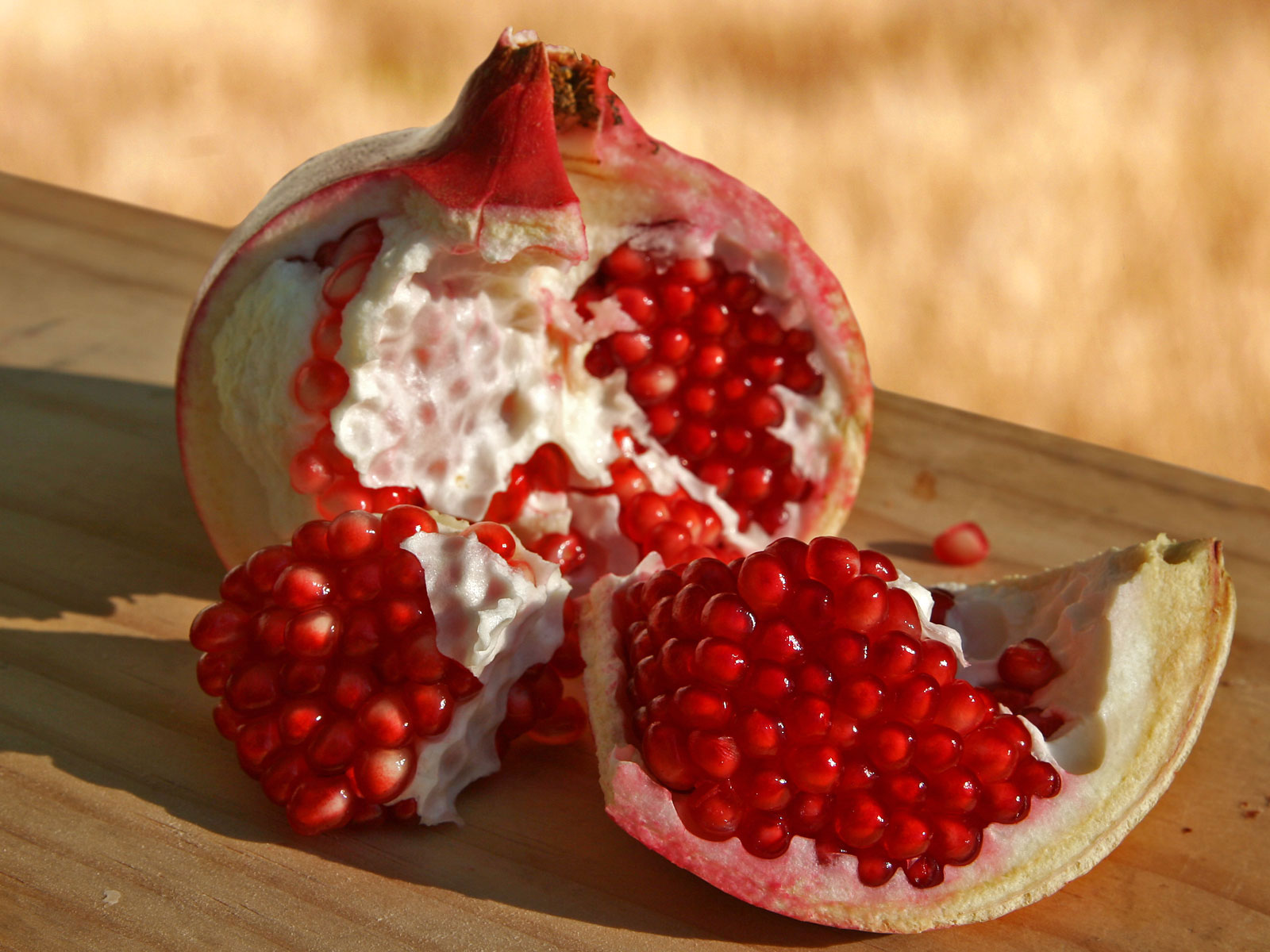
ザクロの果実を割った様子

グレネードという名前は、おそらく古フランス語で種が一杯に詰まった果実ザクロを意味する pomegranate から来ている。(pome = リンゴ/果実 + granate = 種子) つまり「種の詰まった果実」ということから「爆発物が詰められたもの」という連想である。12世紀にgrenateと呼ばれ、英語で最初に Grenade とされたのは1590年代である。

### 日本での呼称
今日において日本では手榴弾をマスコミなどは「しゅりゅうだん」または「てなげだん」と呼称し、名称が統一されていないが、日本軍や自衛隊では手榴弾は一貫して「てりゅうだん」と呼称される。なお、表記の上では「榴」の字が常用漢字に含まれていないため、マスコミおよび防衛省など行政機関においては「手りゅう弾」と書かれる場合が多い。

## 材質

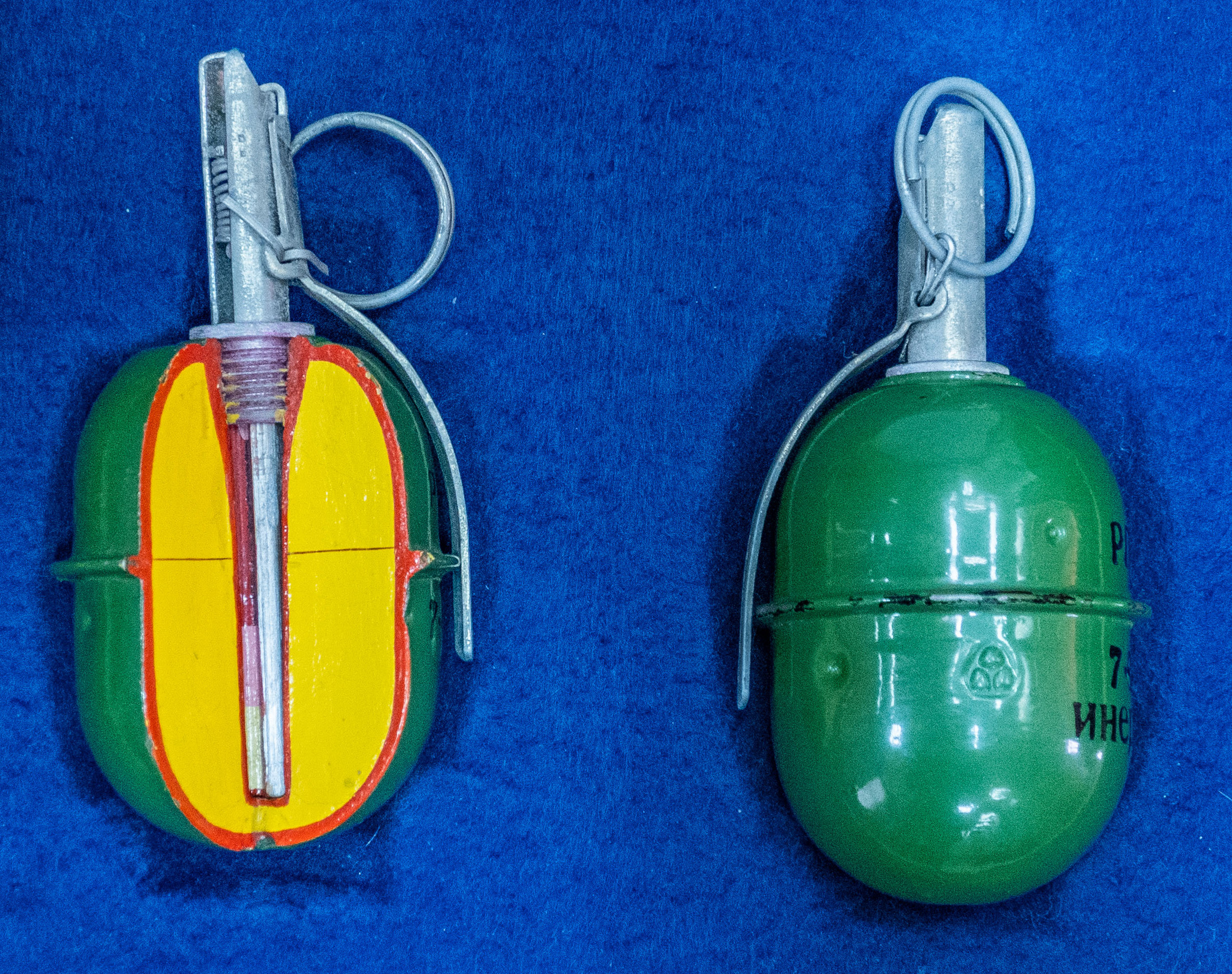
RGD-5手榴弾のカットモデル

手榴弾の材質は、古い物では鋳鉄による鋳造品によって弾体（炸薬が詰められている部分）が製造されていた。近代では弾体が圧延加工の鉄板で作られている物も多い。大戦末期の日本軍などでは金属不足から、陶器（備前焼・信楽焼など）による手投げ弾も製造された。同時期のソビエトでも陶器の手榴弾が作られ、ドイツではコンクリート製の手榴弾が作られた。特殊な例として第二次大戦時のドイツのニポリト手榴弾が挙げられる。ニポリトは使用期限切れの火薬から再生されたもので、弾頭から柄まで爆発物だけで一体成形され高強度の樹脂のような性質を持ち、更に破片効果を高めるための鋼製アダプターを装着できる。

## 使用用途と方法

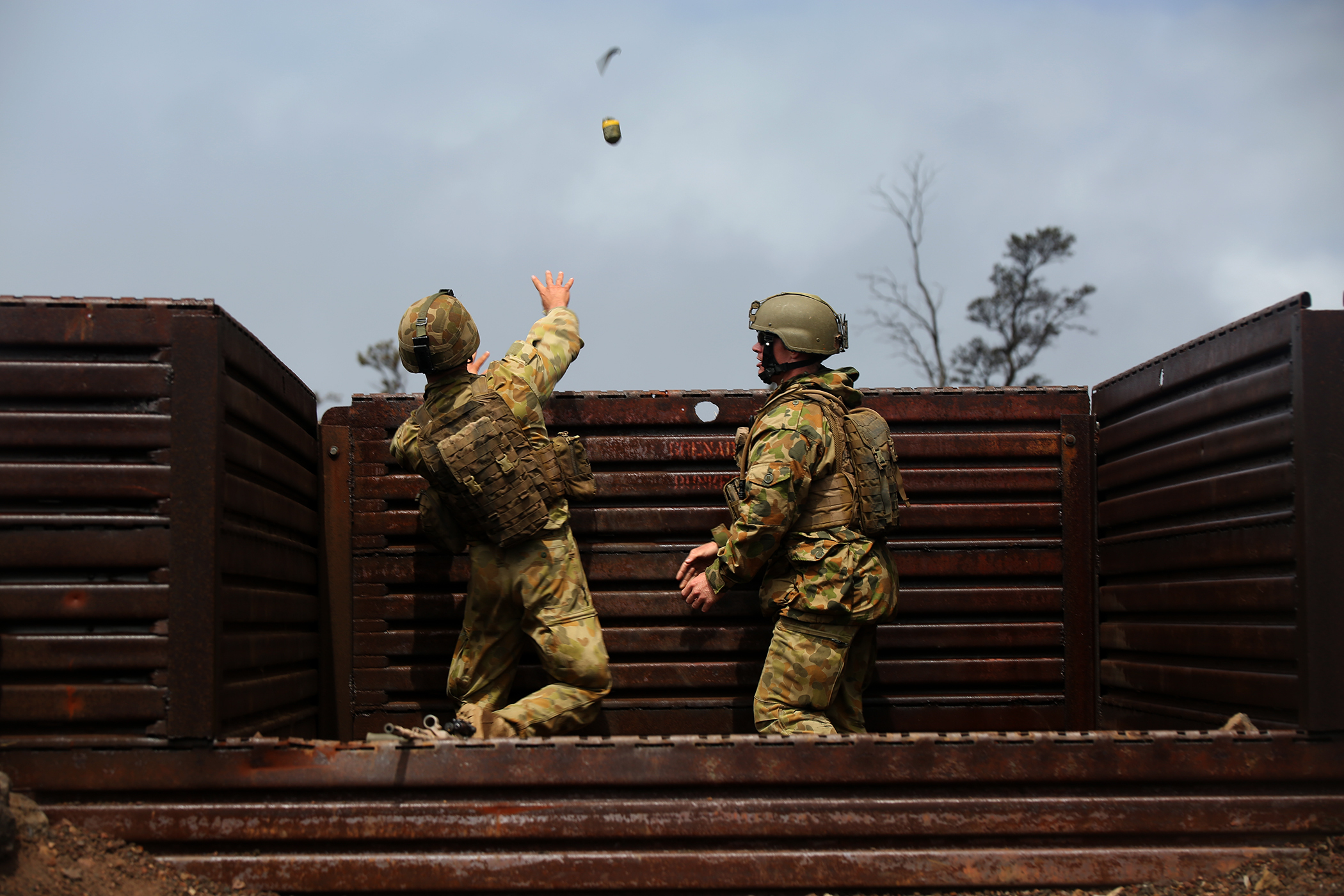
F1手榴弾を投げるオーストラリア軍兵士

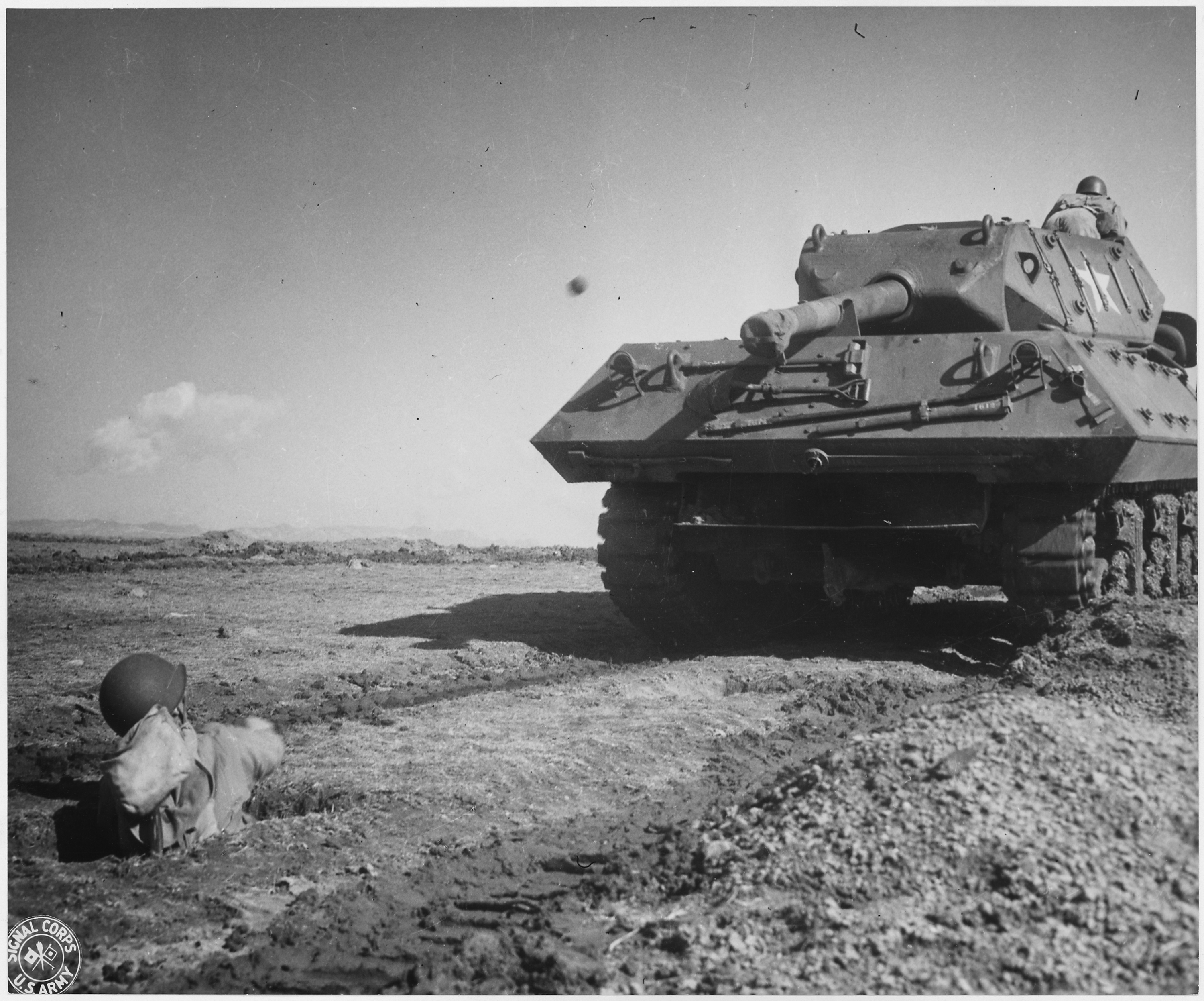
訓練においてタコツボからM10駆逐戦車へ手榴弾を投げるアメリカ陸軍兵士（1943年）

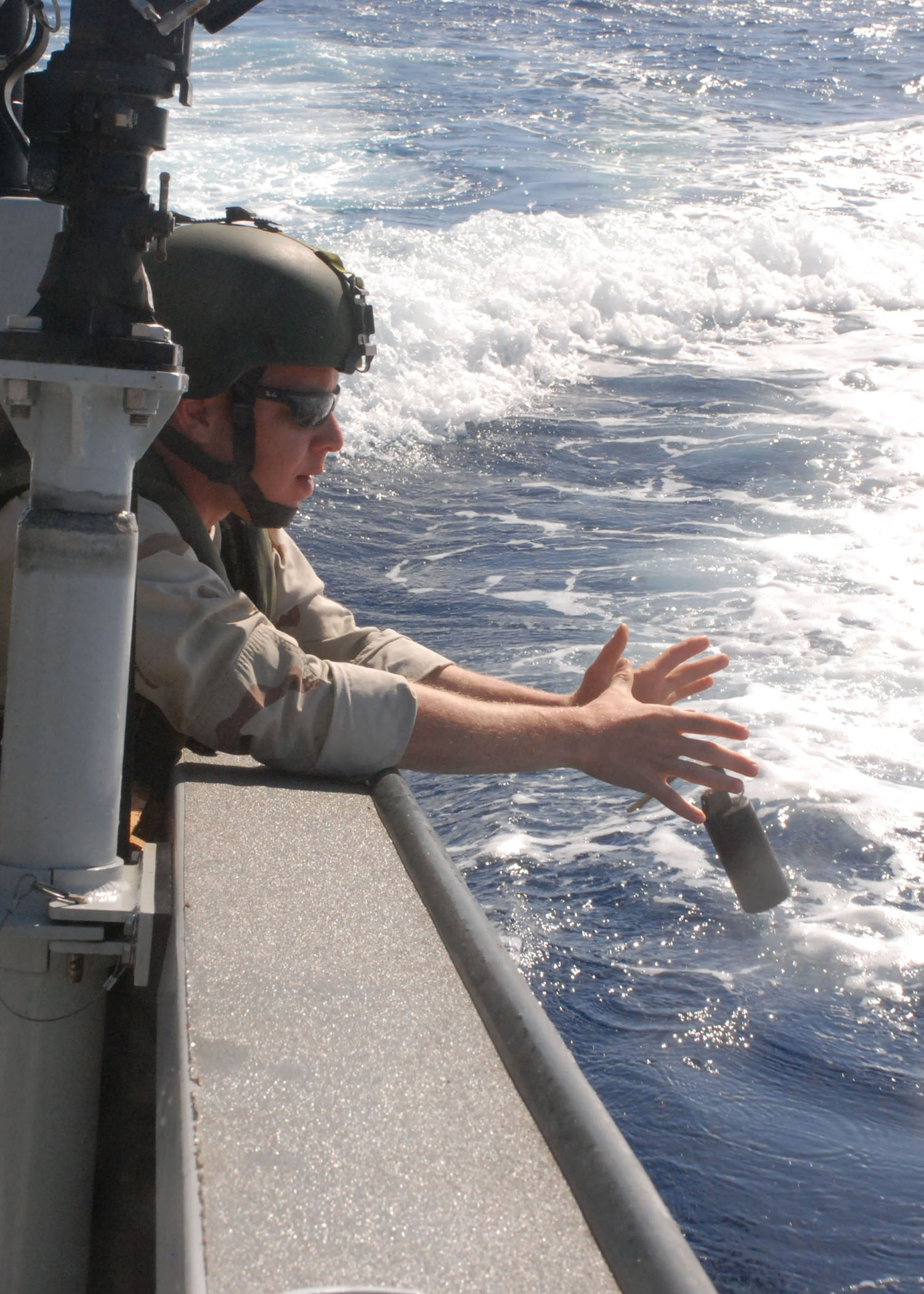
対フロッグマン訓練でMK3手榴弾を使用するアメリカ沿岸警備隊下士官

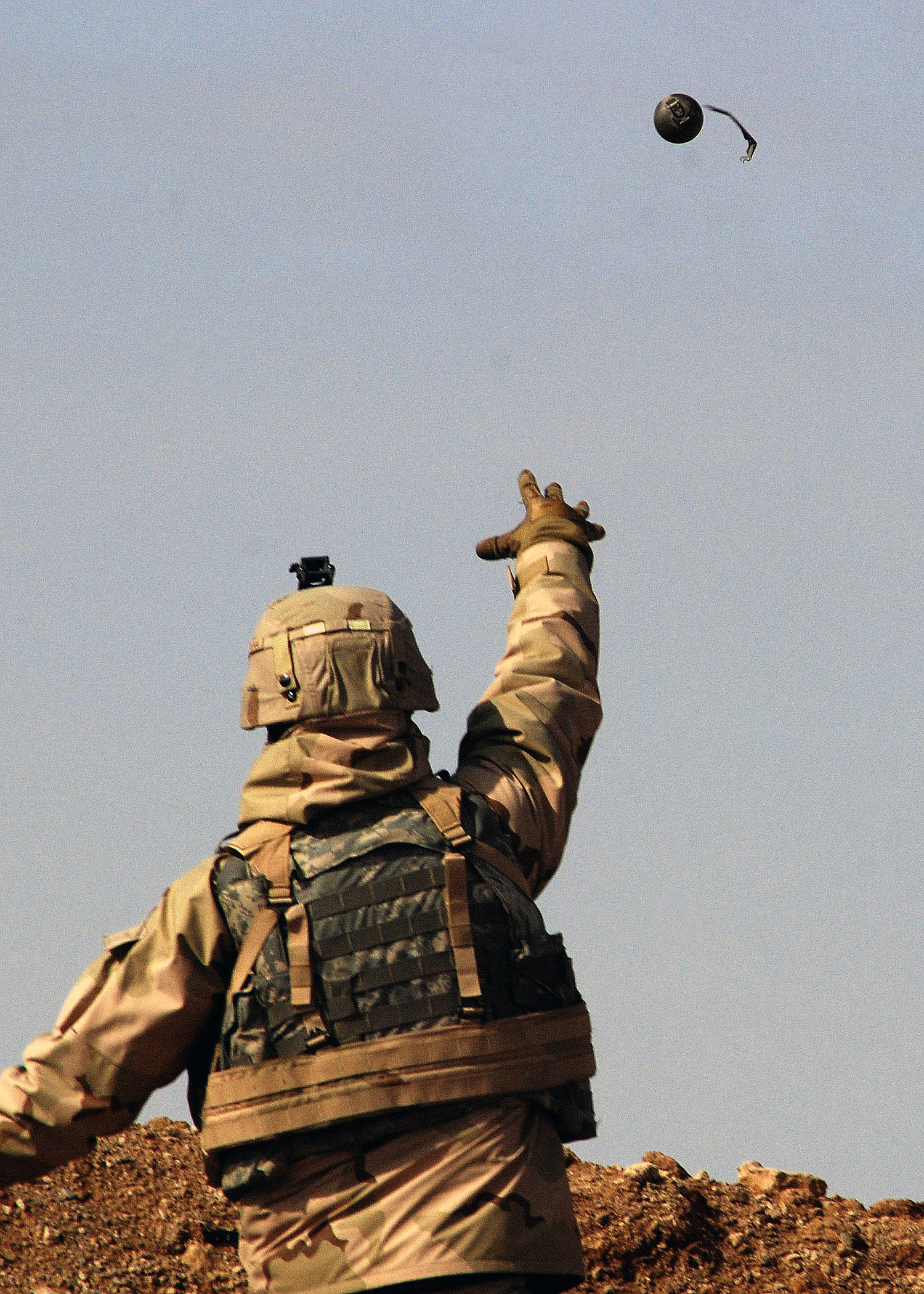
アフガニスタンにおける訓練で、M67破片手榴弾を投擲するアメリカ陸軍兵士
弾体の近くに、外れ飛んだ安全レバーが見える

### 一般的な使用用途
主に目標の周辺に投げて使用する。爆発した手榴弾は爆風や破片を数mから数十mに四散させ、範囲内の人間を殺傷する。その破片は銃弾と比べて軽量ながら鋭く、高い殺傷力を持つ。目標に直撃させる必要がなく、「投げ込む」という動作が可能であるため、障害物の向こうに投擲したり、敵がいそうなところに投擲する、投擲のタイミングを計算して目標上の空中で炸裂させるなど、銃とは違った使い方ができる。
手榴弾の投擲距離は、普通長くても60m程度とされる。しかし長射程の兵器が高度に発達した21世紀現代においても、これ以上に近距離における白兵戦の可能性は消滅していない。特に市街戦や屋内戦のような射線の通りにくい状況では至近距離で細かいコントロールが効く手榴弾は効果的な火力となりうる。2010年代以後、玩具レベルまで普及した小型ドローンを攻撃兵器に転用する事例も現れてきているが、積載力の小さいこうした機材には手榴弾や擲弾を投射させることが少なくない。
今日、一般的な破片手榴弾は炸裂すると大きな破片が発生して遠くまで飛ぶため、広範囲の敵を殺傷することができる反面、使用者自身や味方、第三者にも被害がおよぶ危険がある。そこで、使用に際して投擲場所に注意し、味方に向かって使用を呼びかける。破片手榴弾が防御手榴弾とも呼ばれるのは、自軍の安全が確保される塹壕から投擲していたことに由来する。一方、味方への損害が懸念されるときに使用する手榴弾を攻撃型手榴弾といい、破片の発生が少なく、ほぼ爆発の圧力のみで敵を殺傷もしくは制圧する設計になっている。
手榴弾は、発火機構に加えて安全装置（安全ピンやキャップ）が装着されていることが多いが、その種類や形態は手榴弾によって異なる。また、発火してから爆発にいたるまでの時間にも差があり、極端に短いもの（後述の罠用など）も存在する。教育不十分な手榴弾の使用は、危険防止のために控えられる。
塹壕等に兵士が潜んでいる場合に手榴弾が投げ込まれると爆発の被害が大きくなるので、塹壕の底部の端に排水を兼ねた溝を作成することが行われる。塹壕に手榴弾を投げ込まれた時には手榴弾を溝に蹴り入れることで被害を減らすことができる。

### 対戦車戦闘用途
手榴弾は、戦車や装甲車の装甲を破砕・貫通するほどの威力を持たないため、開いたハッチなどから車内に放り込む、主砲の砲口から挿入・炸裂させて主砲を使用不能にさせる、あるいは走行装置などの弱点攻撃に使用される。
第二次世界大戦では、炸薬量を増やした対戦車手榴弾、あるいは通常の柄付手榴弾である42型手榴弾やRGD-33などを7本程度束ねることで威力を増した集束手榴弾が対戦車戦に使用された。これらは、使用者に身の危険があるほど爆発力が強かったが、戦車の装甲に対して充分な威力を持っているとはなお言えず、エンジングリル上部や履帯・転輪などの弱点を狙わないと有効な損害を与えるのは難しかった。
機甲戦力と対峙した国々では、より効果的な対戦車手榴弾として、モンロー/ノイマン効果を利用して装甲を貫く成形炸薬を採用した手榴弾が登場した。しかし、成形炸薬は装甲板に対して正しい向きで起爆させる必要があり、吸着地雷のように手で正しい向きに固定しない限り威力発揮が難しかった。そこで、成形炸薬式の対戦車手榴弾は、空気抵抗を利用し、狙い通りの方向と角度で落着させる工夫がなされた。例えば、ソ連のRPG-6やRPG-43は、布製のリボンを弾体から展開し、このリボンを後方に曳いて飛ぶことで弾体の向きを安定させた。日本軍の三式対戦車手榴弾は麻紐の束をつけることで後方に多くの空気抵抗をもたせ、弾体に安定性を持たせようとしていた。中でも、ドイツ軍のパンツァーヴルフミーネは、弾体の形状そのものを工夫して後部に空気抵抗を持たせる凝ったものだった。
上記の成形炸薬式の対戦車手榴弾は投擲方法に習熟が必要な上に、結局は人力で投擲する手榴弾のため、小型で威力が低く、届く範囲も限定的なことから効果的な対戦車兵器では無かった。このため、より効果的な投射手段である対戦車ロケットランチャー（バズーカ、パンツァーシュレック）や、携帯式無反動砲（パンツァーファウスト）が登場すると、対戦車手榴弾はほとんど顧みられなくなった。
軍用としては過去のものになり、現代ではほとんど使われていない対戦車手榴弾だが、隠し持つのが容易という利点がある。特に近年の非対称戦争では武装勢力の奇襲攻撃に使用されるケースがある（パラシュートで成形炸薬の向きに着弾を整えるRKG-3など）。

### 罠用途
手榴弾は、仕掛け爆弾としてブービートラップに利用することもある。これは、手榴弾を周囲に固定したうえで安全ピンに糸や針金を取り付け、対象物と繋ぎ、敵が対象物を動かすと安全ピンが抜けて起爆し炸裂するものである。また、糸を足の高さに張ることで地雷として使用したり、敵の死体などの下に安全ピンを抜いてレバーを固定した状態の手榴弾を設置し、手榴弾の上を覆う物体を敵が動かすと爆発するようにもできる。
罠として使用するための専用手榴弾ないし信管も存在しており、ピンを抜くと同時に起爆する事で敵の回避を困難にしている。なお、この罠専用手榴弾を一般の手榴弾のように使うと、投げた瞬間に自爆してしまうため、厳重に区別される。
ただし、手榴弾を対人地雷として使用することは対人地雷の使用、貯蔵、生産及び移譲の禁止並びに廃棄に関する条約に抵触するとされる。

### 水中使用用途
手榴弾は水中でも起爆し、爆圧で周囲の水を押しのける。ちょうど潜水艦に爆雷を投下するように、水中にいる敵兵に向かって手榴弾を投下し、水圧で殺傷する戦法がある。水中の敵を銃撃しても弾丸が大きく減速して殺傷力を殺がれたり、あらぬ方向に曲がって命中しない問題があるため、代わって手榴弾による攻撃が想定されている。
この水中爆発によって、近くの魚が死んだり気絶して浮いてくるという現象を利用したダイナマイト漁に手榴弾が使用されることもある。沈んで捕獲できない魚が多く出ることから無駄が多く、食用に適さない稚魚や卵まで死んでしまうため日本では違法となっている。戦闘部隊が手持ちの武器を使って食料を自給する手段として用いられることもあった。

### 自殺用途
その殺傷力の強さから、苦しまずに確実に自殺するためにも使用される。戦時の軍において、捕虜になれば過酷な扱いが予期される場合などにしばしば使われる。例えば、ナチス・ドイツの高官であるグラヴィッツ親衛隊大将は、第二次世界大戦末期のベルリン陥落直前に、手榴弾を使って家族を道連れに自爆している。この出来事は映画『ヒトラー 〜最期の12日間〜』でも描かれている。アフガン侵攻に従軍したソ連軍兵士の間では、ムジャーヒディーンに捕まり激しい拷問や報復を受ける事を恐れたため、胸部につけた手榴弾のピンに紐を括りつけて引き易くしておき、負傷してもすぐ自爆できるようにしておくことが流行していた。
また、撤退中に動けない負傷兵を置き去りにする場合などにも自殺用として手榴弾が与えられた。軍務についた家族などから民間人に手榴弾が渡り、集団自決に用いられることもあった。

### 携帯方法
手榴弾の炸薬には化学的に安定した薬品が選ばれており、銃弾の流れ弾や砲弾破片が当たった程度では爆発しない。手榴弾は携行が容易であり、服や装具のポケット、また、ポーチに入れて持ち運べる。手榴弾のレバーを服やベルトに引っ掛けて携帯することも多い（トレンチコートのDリング（D環）は、軍用として使われていた時に手榴弾を引っ掛けるために付けられた名残りであるとされる（実際はマップケースなど軽いものを下げる。））。ただし、手榴弾をむき出しの状態で衣服や装具に取り付けておくと、木の枝に引っかかるなどして安全ピンが抜けてしまう恐れがあり、現代では専用ポーチなどにいれて安全に携行する運用が増えている。さらなる安全策として、安全ピンに加えてレバー固定用の安全クリップ（セーフティークリップ）、さらに安全ピンリングの引っかかり防止用クリップ（コンフィデンスクリップ）を備え、すべてを外さないとレバーを解除できないようにした製品がある。またレバーをビニールテープなどで弾体に縛りつけ、簡単には外れないようにすることもある（使用する直前にテープを切る）。
手榴弾側に、フックなどに引っ掛けるための運搬用リングが付いているものもある。これは、レバーが無い摩擦着火式の手榴弾などに見られる。かつての軍用背嚢（リュックサック）の側面には柄付き手榴弾を引っ掛けるためのフックが付いていた（軍用背嚢を模倣した学童用ランドセルにも同様のサイドフックが見られるため、もともと手榴弾用と言われることがあるが、学童用ランドセルにフックが付いたのは後になってからであるため直接の関係性はないとされる）。

## 歴史

『蒙古襲来絵詞』。右に元軍が投擲したてつはうが炸裂する瞬間が描かれている

手投げ式の爆弾（手榴弾）が最初に使用されたのは8世紀の東ローマ帝国とされるが、その中身はギリシア火と呼ばれる焼夷剤とされており、はっきりしない部分も多い。中国でも古くから火薬を用いた手投げ式の爆弾（震天雷など）が用いられており、13世紀の元寇において、元軍がてつはうを使用した。これ以降日本でも作られるようになり、15世紀の応仁の乱でも使用され、戦国時代には焙烙玉と呼ばれるものが使用された。硝石を産出しない日本では火薬が貴重品だったため、大規模に使用されることはなかったが、音による威嚇効果や、対舟艇兵器として有効だったため使用され続けた。
近世ヨーロッパ式の手榴弾（擲弾）が使われるようになったのは、ルイ14世時代のフランス王国が最初とされる。この当時の擲弾は、中が空になった球体の鋳物に黒色火薬を詰めて導火線を付けたものである。これは、導火線に着火してから投げるため極めて扱いにくく、誤爆事故も多かった上に、敵にぎりぎりまで肉薄して擲弾を投げつけなければならなかった。このように専門的知識が必要な兵器であるため、現在の手榴弾のように歩兵全員に支給されることは無く、取り扱いの訓練を受けた歩兵が使用した。この事から、擲弾を投げる任務を与えられた兵士は擲弾兵（Grenadier）と呼ばれ、精強な勇気のある者が選抜される、歩兵にとって栄誉ある存在と特別視された。以降の近代の軍隊でも、イギリスのグレナディアガーズ（Grenadier Guards）、ドイツの装甲擲弾兵（Panzergrenadier）などの擲弾兵に由来する名を冠する部隊や、ロシア空挺軍やフランス外人部隊、イタリアのカラビニエリ（国家憲兵）、フランスのフランス国家憲兵隊、のように、本来の用兵から転じて精兵の同義語、精鋭部隊の紋章として使用されている。
19世紀末にアルフレッド・ノーベルがダイナマイトを発明した。土木工事や破壊工作にも用いられたが、ニトログリセリンを珪藻土等に吸収させる方式を用いたことで、飛躍的に安定性と威力が向上したため、擲弾としても広く用いられた。なお、「ノーベルがダイナマイトを発明したのは土木工事を安全に行うのが目的であり、戦争に用いられたのは想定外であった」という風聞があるが、実際には兵器として使われる事は彼の想定内であった。むしろノーベルは、ダイナマイトのような破壊力の大きな兵器が使われる事で、抑止力として働く事を期待した。
現代の安全装置を取り付けた手榴弾は第一次世界大戦から使用されるようになり、以後さまざまな形状や安全装置が各国で試された。現代では安全ピンと安全レバーを取り付けた球状やパイナップル型が主流となっているが、部隊の紋章には、精鋭部隊の証だった頃の古いタイプ（導火線の付いた球形の本体）が図案化されていることが多い。

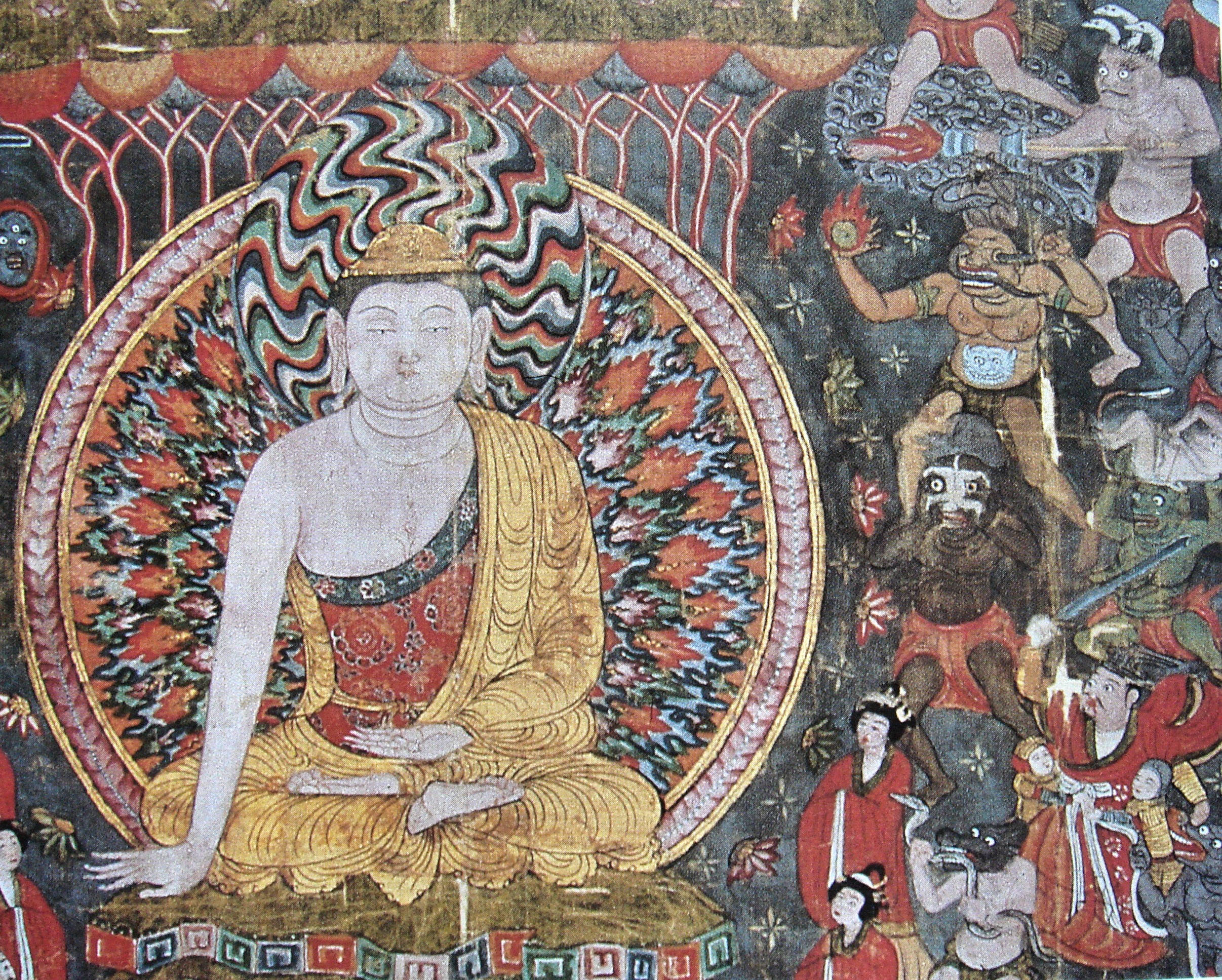
敦煌で出土した10世紀の仏画。右上の悪鬼2体が火槍と手榴弾のような玉を手にしている
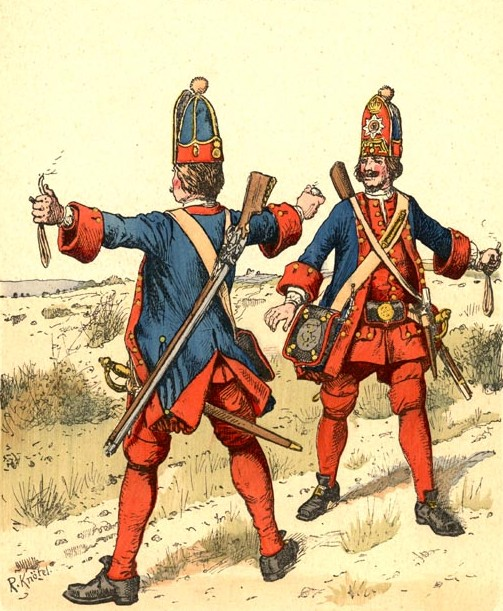
18世紀初頭のプロイセン軍擲弾兵。左手に着火用の火縄、右手に擲弾を持っている
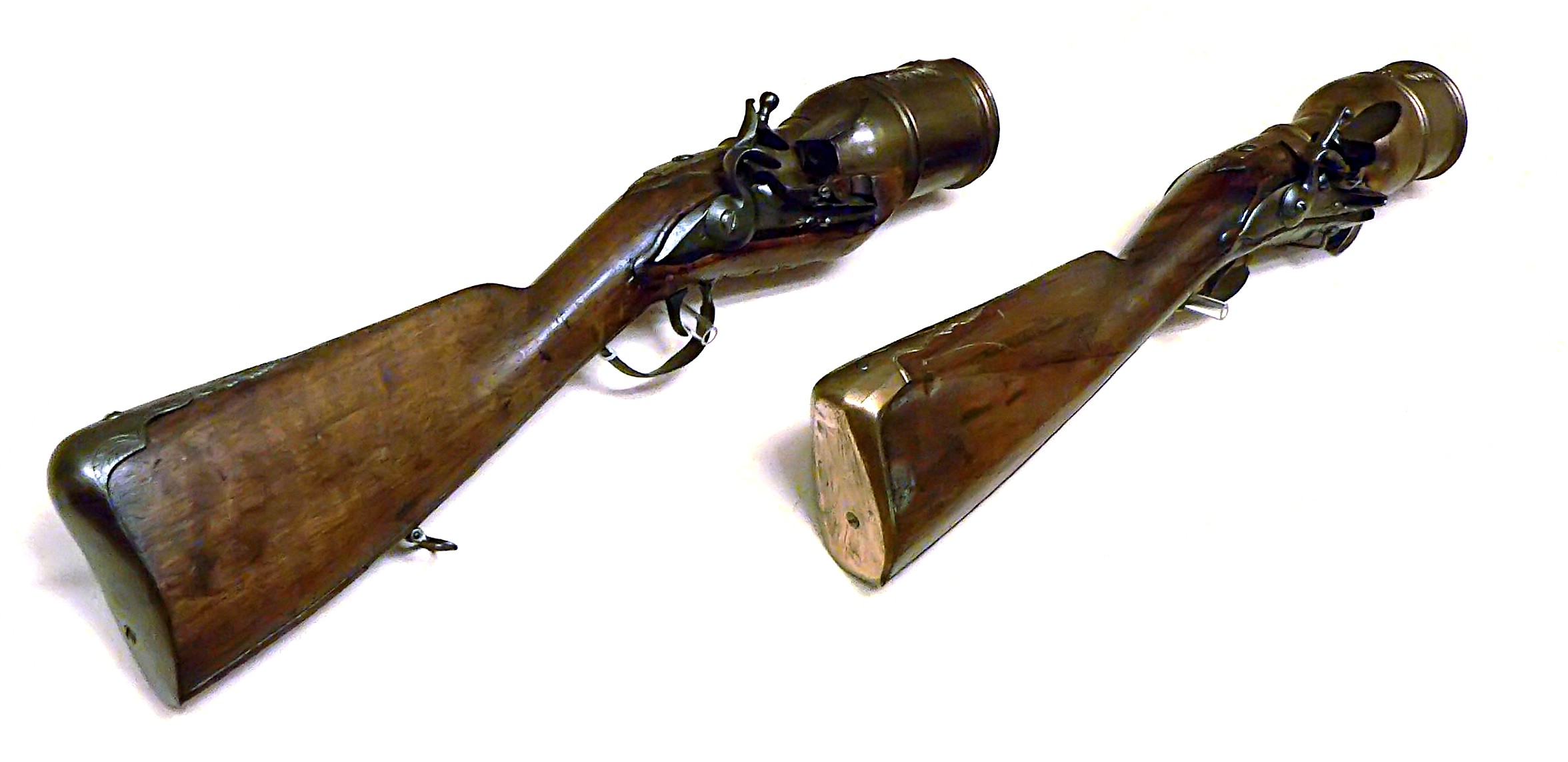
19世紀のフランス製燧石式擲弾発射器
ロシア空挺軍の紋章。中央部に導火線に点火した翼章付き擲弾があしらわれている
フランス外人部隊総司令部の部隊章。外人部隊に所属する連隊の大半は、連隊章に火を吹く手榴弾をあしらっている
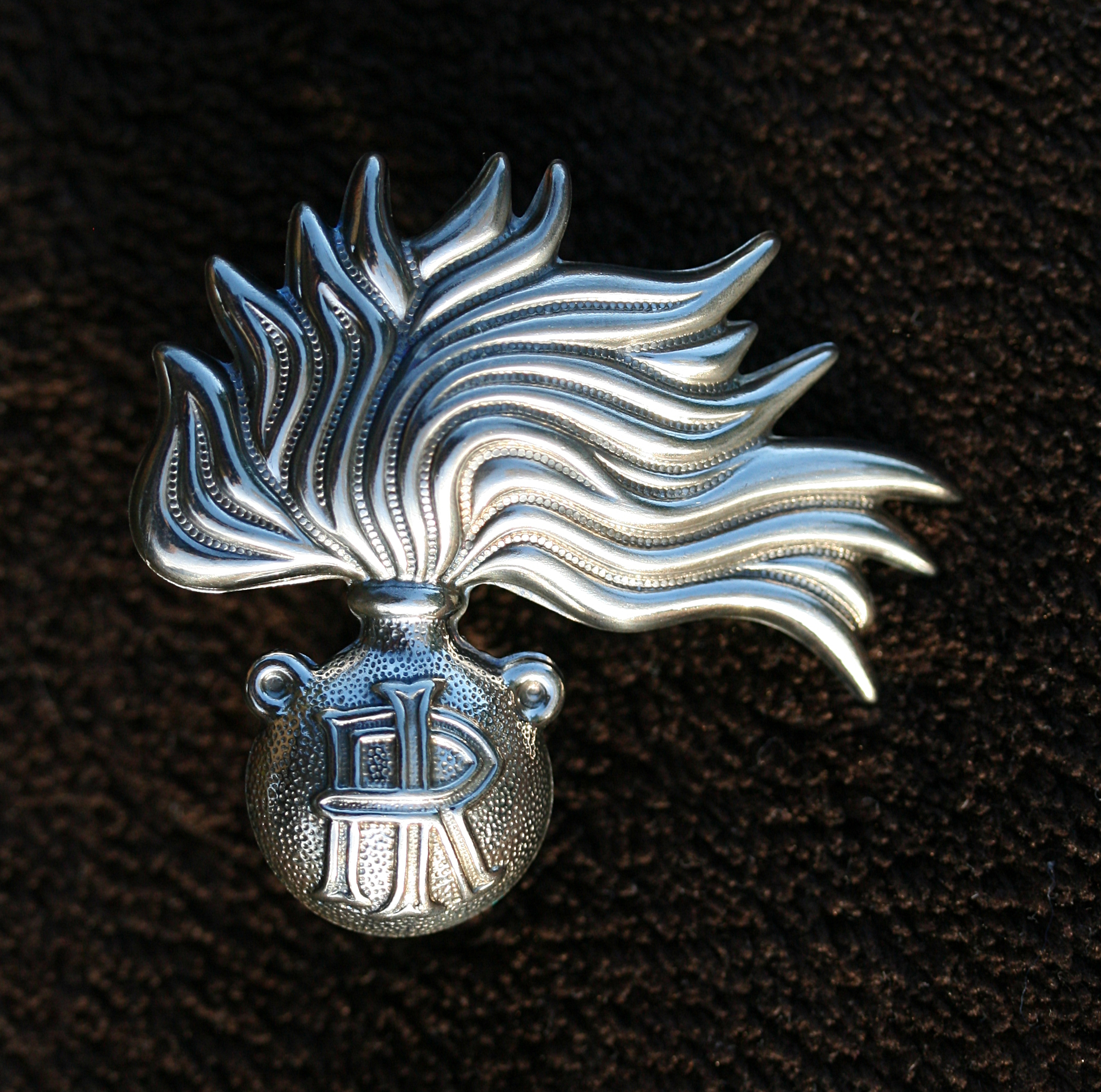
カラビニエリの紋章。点火した状態の手榴弾。頚飾は無く、そのまま帽章になっている

## 殺傷を目的としない手榴弾

### 閃光手榴弾（スタングレネード）

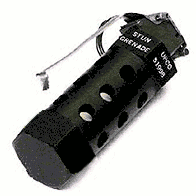
M84 スタングレネード

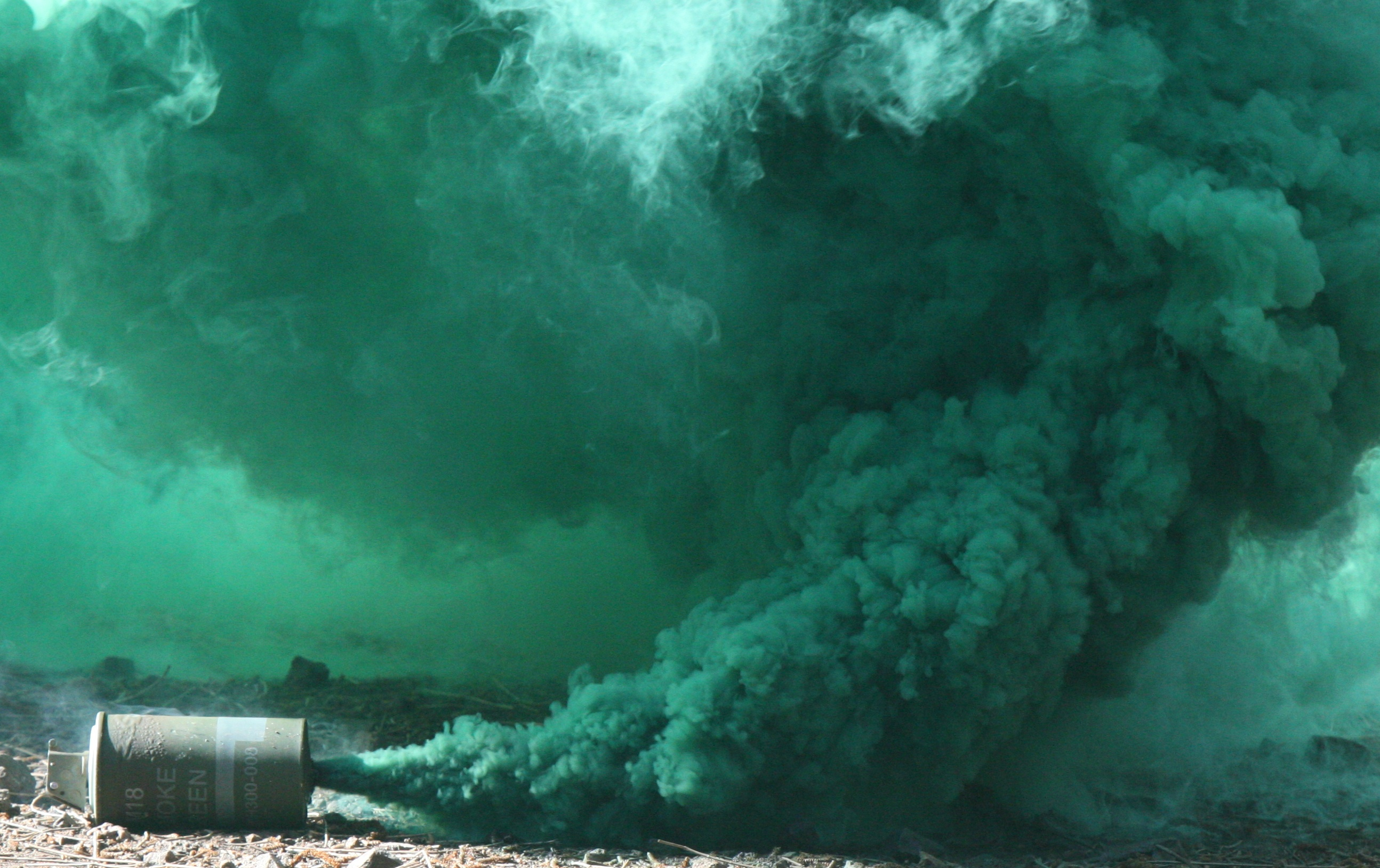
M18 スモークグレネード

ハイジャックなどの人質事件のうち、安易な殺傷が許されない状況において閃光手榴弾（スタングレネード）（stun grenade）やフラッシュバン（flash bang）と呼ばれる特殊な手榴弾が使用されることがある。
この手榴弾は、爆発時の爆音と閃光により、付近の人間に一時的な失明、眩暈、難聴、耳鳴りなどの症状と、それらに伴うパニックや見当識失調を発生させ、その効果で、室内に立てこもる武装凶悪犯を無力化し、制圧部隊が突入する。アメリカで採用されているM84の場合、約100万カンデラ以上の閃光と15m以内に170デシベルの爆音を発するとされている。
非致死性兵器であるため、爆発の威力を超音速の爆轟が発生しない程度に抑えて破片も飛散させない設計になっているが、目標や人質が心臓病を患っている場合はショック死する可能性がある。また至近距離で爆発した場合には、ヒトや動物を火焔または燃焼ガスで死傷させたり、可燃物に引火させるおそれがある。
スタングレネードは、1960年代にイギリス陸軍の特殊部隊SASが世界で初めて訓練用として開発・採用し、1970年代から実戦で運用して以降、世界中の軍・警察・特殊部隊等で採用されており、日本では西鉄バスジャック事件で突入の際に初めて利用された事でも有名である。
日本語訳は資料や採用している機関によって異なるが、自衛隊では閃光発音筒と呼称している。

### その他
発煙弾（smoke grenade）も、殺傷力は無いものの手榴弾と同様の構造をしており、点火すると白もしくは着色された煙を噴き出す。煙幕は、敵の攻撃をかわしたり、注意を逸らしたり、信号を送るなど多くの用途があり、軍隊ではよく用いられる。
暴動鎮圧用として、煙ではなく催涙ガスを用いる場合もある。これは、催涙手榴弾または催涙弾（tear gas grenade）で、点火すると内部からCNガス（クロロアセトフェノン）やCSガス（2-クロロベンジリデンマロノニトリル）といった催涙ガスが噴き出し、これを吸い込むと激しい咳、くしゃみ、涙、嘔吐などの症状が出て行動が難しくなる。
攻撃目標を燃やす場合には、黄燐手榴弾や焼夷手榴弾（テルミット手榴弾）が用いられる。黄燐手榴弾は、黄燐が大気中で発火および燃焼する性質を利用した手榴弾で、焼夷手榴弾はテルミット反応を用いて激しい燃焼を起こす。

## 対処方法

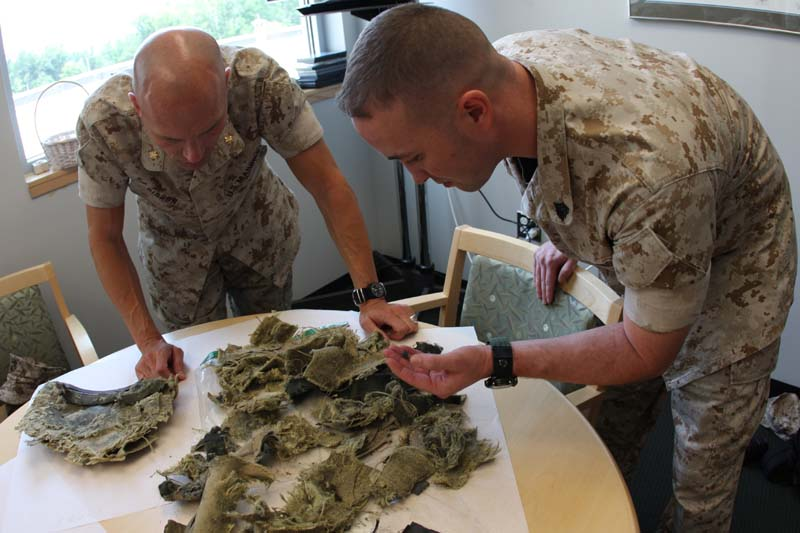
手榴弾の爆発で破壊されたジェイソン・ダンハム伍長のヘルメットの破片

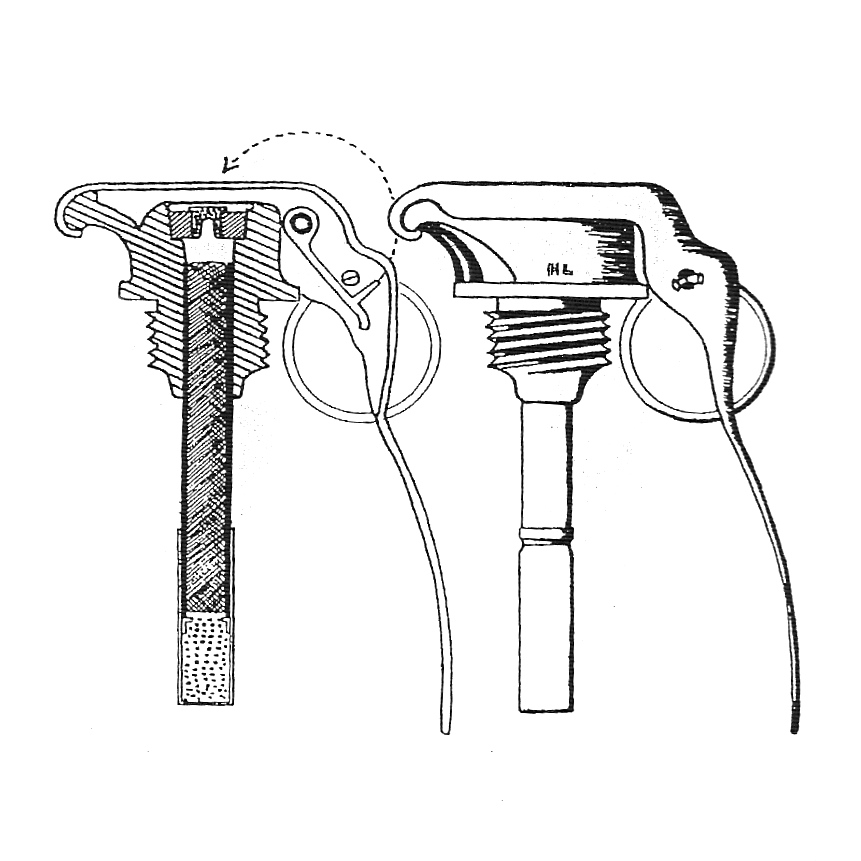
手榴弾の「ネズミ捕り」式信管装置の一例、安全ピンを抜くことで開放された撃鉄は、安全レバーを弾き飛ばしつつ約180度回転して、信管上部の雷管を叩く。雷管から発生した火焔によって遅延薬が着火し、定められた時間を燃焼したのちに、信管下部の起爆薬に引火して炸裂させる。

手榴弾は、爆発により発生した衝撃波や破片により広範囲の人員を殺傷する能力があるため、使用された場合は非常に対処が難しい。基本的には一般の爆発物と同じく身を低くして破片と爆圧から身を守ることだが、数m以内の至近距離に投擲されてしまえば死傷は避けられない。そのような時の可能な対処方法は一般に「遠くに投げる（投げ返す）」、「処理用の穴に放り込む」、「覆い被さる」の3つである。
一つ目は、手榴弾が爆発する前に味方や第三者に被害が出ない方向、もしくは敵に向かって投げ返す方法で、最も手っ取り早い対策と言える。しかし、現代の手榴弾は投げ返される対策として、起爆時間が4秒程度と短く設定されていることが多く、爆発までに間に合わないことが多い。例えば、アメリカ陸軍のルロイ・ペトリー1等軍曹は、イラク戦争で敵の投擲した手榴弾から仲間を守るために遠くへ投げ返したが、その直後に爆発、右腕を失う重傷を負っている。
二つ目は、ある程度の深さを有する地面の穴や溝に素早く手榴弾を放り込み、破片と爆圧が噴出する方向を上方へ限定したり、衝撃を土に吸収させることで大きな被害を防ぐ方法である。そこで、塹壕やタコツボ壕などの防御陣地を築く時は、手榴弾処理用の小さな穴を掘っておく事がある。しかし、この方法も陣地を構築する余裕のない、移動しながらの戦闘などでは当然不可能であり、いつでも選択できるわけではない。
三つ目は、手榴弾の上に、破片を遮蔽し圧力を吸収する物を覆い被せる、もしくは人そのものが覆い被さる方法である。
対処法としては最終手段であり、実際に兵士が手榴弾に覆い被さり、自分の命を犠牲にして戦友を救うという事例は過去から現在まで多く存在している。第二次世界大戦中の第442連隊戦闘団のサダオ・ムネモリ上等兵の行動や、イラク戦争で授与されたアメリカ軍最高位勲章である名誉勲章4つは、そのすべてが同様の行動を理由としたものである（受賞した4名はいずれも戦死している）。この中の一人であるジェイソン・ダンハム伍長は、白兵戦の際に敵が手榴弾で自爆を試みたため、戦闘用ヘルメットを手榴弾に被せた上からインターセプターボディアーマーを着た状態で覆い被さったが、爆圧は抑えきれずヘルメットは破裂、伍長も爆風により死亡している。ロシアにおいても、ベスラン学校占拠事件の際に、アルファ部隊所属のアレクサンドル・ペーロフ少佐とヴィンペル部隊所属のアンドレイ・トゥルキン少尉の両名が人質を守るため、投擲された手榴弾に覆いかぶさって戦死し、後にロシア連邦英雄の称号が追贈されている。
この方法で生き残った珍しい例として、イギリス海兵隊のマシュー・クラウチャー上等兵の事例がある。2008年、アフガニスタンでタリバン掃討作戦を行っていたクラウチャーは、彼らが地雷として設置していた手榴弾の罠線を踏み、その安全ピンを抜いてしまった。彼はすぐさま足を抱えた状態で背負った背嚢側から手榴弾に覆いかぶさり友軍を巻き込まないようにした。起爆すると背嚢は引き裂かれ、自身も吹き飛ばされたが、着用していた背嚢とボディアーマー、戦闘用ヘルメットのおかげで奇跡的に鼻血、外傷性鼓膜穿孔、見当識失調等の軽症で済んだ。友軍兵士の一部は隠れるか伏せたものの、多くは対応できずに立ちつくしていたため、おそらくこの方法を取らなければ被害が拡大していたと見られている。衛生兵はクラウチャーに護送を勧めたが、本人はそれを拒否し戦闘を継続した。クラウチャーは後にジョージ・クロスを受賞している。
映画などの創作では、外れた手榴弾のピンやレバーを元の状態に戻し、爆発を免れる描写が時折見られるが、これは安全ピンを抜いたあとも安全レバーが握られたままで開放されていない（＝信管が打撃されていない）段階でのみ可能な行為である。M67手榴弾を始めとする管打ち式信管の手榴弾は安全ピンを抜くと、レバーがバネで跳ね上がると同時に撃鉄が開放され、時限信管が打撃され作動を始める。そのため、既に安全レバーが外れた状態で投げ込まれてくる手榴弾は、たとえレバー（と安全ピン）を元の状態に戻したとしても起爆を止めることはできない。
これらのことから、手榴弾を発見し、または投擲を受けた場合は絶対に手榴弾に触れてはならないというのが基本である。実際にそれらの事態に遭遇したときには速やかにその場を離れ、遮蔽物に身を隠し、安全を確保してから当局に通報するのが正しい対処である。

## 主な手榴弾
第一次世界大戦中に開発された手榴弾
- M1915手榴弾（ドイツ）
- マークI手榴弾（アメリカ）
- F1手榴弾（フランス）
- ミルズ型手榴弾（イギリス）
- M1914手榴弾（ロシア）

第二次世界大戦終了までに開発された手榴弾
- ガモン手榴弾（イギリス）
- マークII手榴弾（アメリカ）通称：パイナップル
- M24型柄付手榴弾（ドイツ）通称：ポテトマッシャー
- M39卵型手榴弾（ドイツ）
- F1手榴弾（ソ連）
- RGD-33手榴弾（ソ連）
- RG-41手榴弾（ソ連）
- RG-42手榴弾（ソ連）
- RPG-40手榴弾（ソ連）
- RPG-43手榴弾（ソ連）
- RPG-6（ソ連）
- 十年式手榴弾（日本）
- 九一式手榴弾（日本）
- 九七式手榴弾（日本）
- 九八式柄付手榴弾（日本）
- 九九式手榴弾（日本）
- 四式陶製手榴弾（日本）
- OTO M35型手榴弾（イタリア）通称：赤い悪魔
- ブレダ35型手榴弾（イタリア）通称：同上
- S.R.C.M35型手榴弾（イタリア）通称：同上

戦後に開発された手榴弾
- M26手榴弾（アメリカ）通称：レモン
- M67破片手榴弾（アメリカ）通称：アップルまたはベースボール
- MK3手榴弾（アメリカ）
- RGD-5手榴弾（ソ連）
- RGN手榴弾（ソ連）
- RGO手榴弾（ソ連）
- F1手榴弾 (オーストラリア)
- DM41手榴弾（西ドイツ）アメリカ製M26手榴弾の同等品
- DM51手榴弾（西ドイツ）
- HG85手榴弾（スイス）

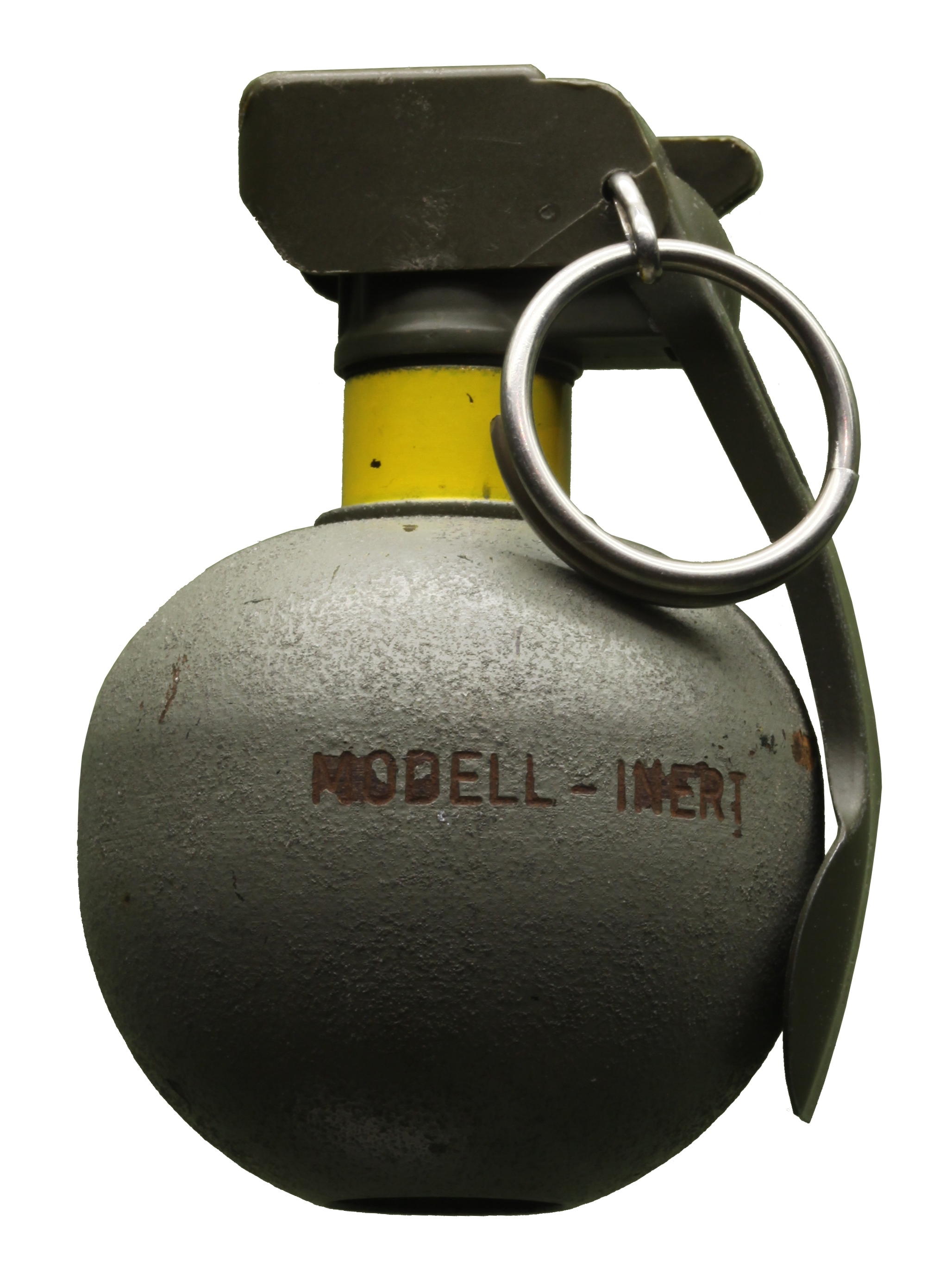
HG85（スイス）
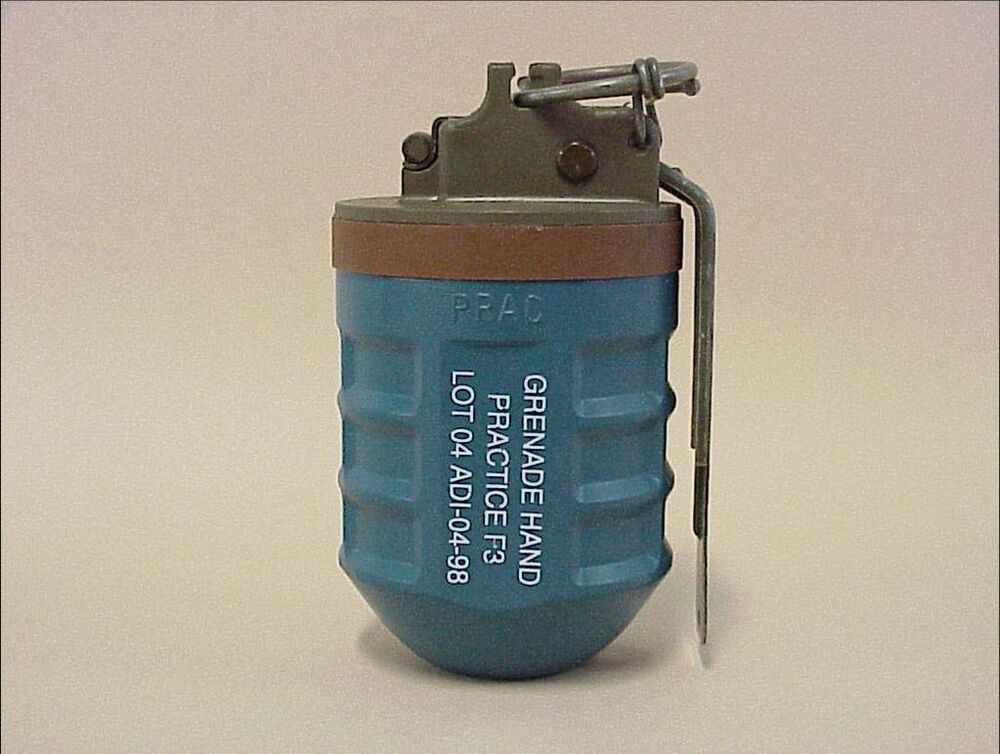
F1手榴弾（オーストラリア）
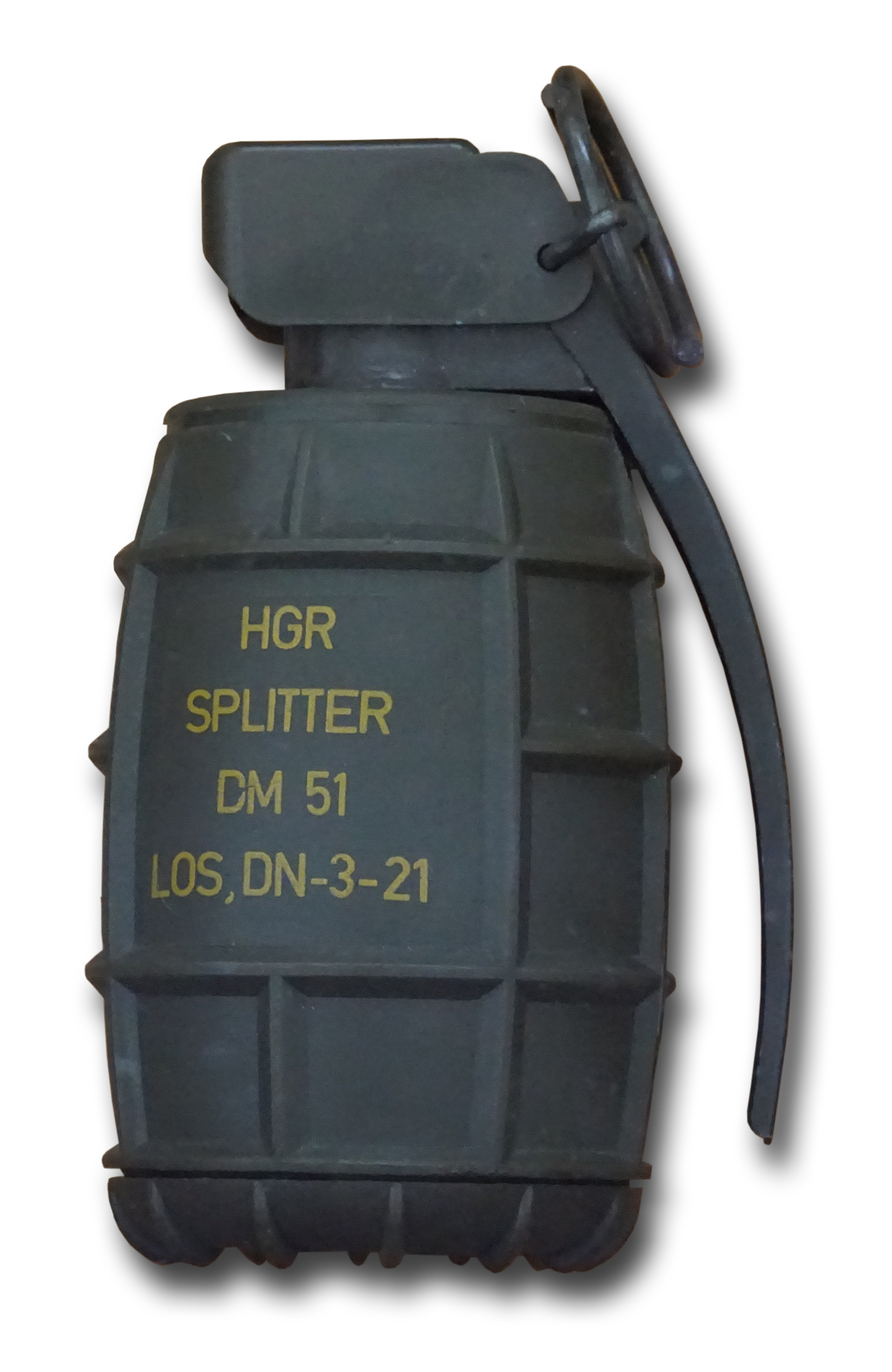
DM51（ドイツ）
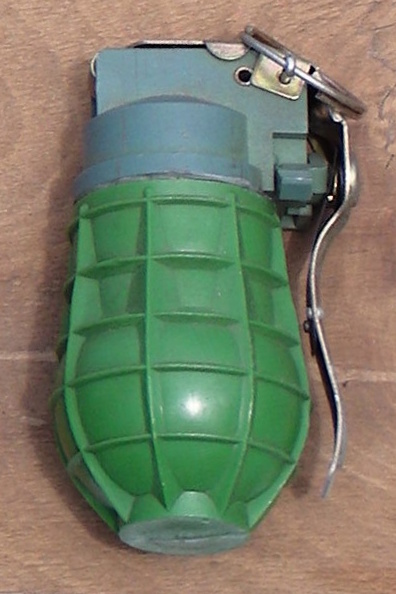
URG-86（チェコ）
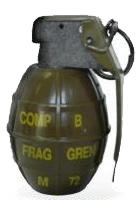
M72手榴弾（ベルギー）